# Xylocopa tabaniformis
Xylocopa tabaniformis es una de las especies de abejas o abejorros carpinteros en la familia Apidae. Se distribuye en América del Norte, América Central y el norte de América del Sur.

## Subespecies
Se han descrito 10 subespecies de Xylocopa tabaniformis:
- Xylocopa tabaniformis androleuca Michener, 1940
- Xylocopa tabaniformis azteca Cresson, 1878
- Xylocopa tabaniformis illota Cockerell, 1919
- Xylocopa tabaniformis melanosoma O'Brien & Hurd, 1963
- Xylocopa tabaniformis melanura Cockerell, 1918
- Xylocopa tabaniformis orpifex Herrero, 1874
- Xylocopa tabaniformis pallidiventris O'Brien & Hurd, 1965
- Xylocopa tabaniformis parkinsoniae Cockerell, 1917
- Xylocopa tabaniformis sylvicola O'Brien & Hurd, 1965
- Xylocopa tabaniformis tabaniformis Smith, 1854

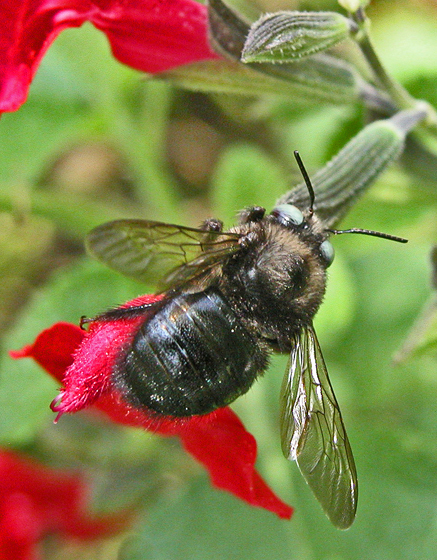
Xylocopa tabaniformis

## Lecturas complementarias
- Eardley, C. D. (1987). Catalogue of Apoidea (Hymenoptera) in Africa south of the Sahara, Part 1, The genus Xylocopa Latreille (Anthophoridae). Entomology Memoir 70. South Africa Department of Agriculture and Water Supply. pp. 1-20. ISBN 978-0-621-10777-7.
- Ascher, J.S.; Pickering, J. (2019). «Discover Life bee species guide and world checklist (Hymenoptera: Apoidea: Anthophila)». Consultado el 2 de julio de 2019.

- Datos: Q10835229
- Multimedia: Xylocopa tabaniformis / Q10835229